# Сосочкові тіла

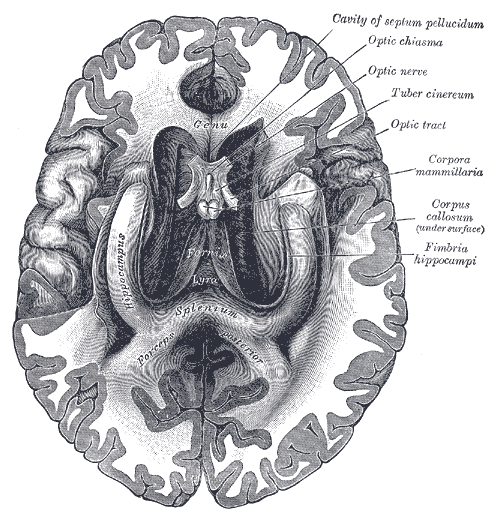
Сосочкові тіла (corpora mamillaria)

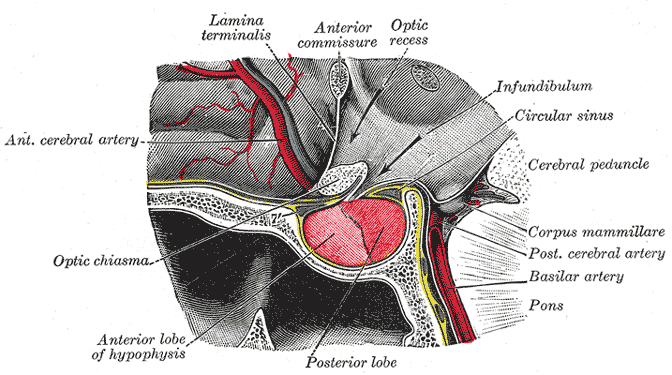
Сосочкові тіла на сагитальному зрізі мозку в районі гіпофіза

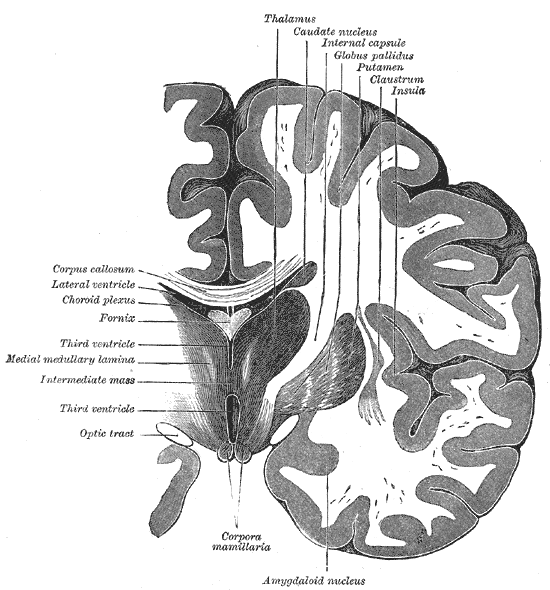
Сосочкові тіла на коронарному зрізі мозку через внутрішню область третього шлуночка (corpora mamillaria)

Сосочкові тіла (лат. corpora mamillaria, однина corpus mamillare) — два маленьких округлих утворення, що лежать попереду від задньої продірявленої речовини і ззаду від сірого горба, в основі гіпоталамуса безпосередньо за гіпофізом.
Вони відносяться до лімбічної системи. Під поверхневим шаром білої речовини всередині кожного з сосочкових тіл знаходиться по два (медіальне і латеральне) сірих ядра. Сосочкові тіла є підкірковим центром нюху. Вони, разом з переднім і медіальним ядрами таламуса, беруть участь у формуванні пам'яті. Також вважається, що сосочкові тіла залучені в контроль емоційної та сексуальної поведінки.
Пошкодження сосочкових тіл через дефіцит вітаміну В1 може викликати синдром Верніке — Корсакова.